# Macedón labdarúgó-szuperkupa
A Macedón labdarúgó-szuperkupa (hivatalos nevén: Суперкуп на Македонија во фудбал, átírásban:Szuperkup na Makedonija Vo Fudbal) egy 2011-ben alapított, a Macedón labdarúgó-szövetség által kiírt kupa. Tradicionálisan az új idény első meccsét jelenti, s az előző év bajnoka játszik az előző év kupagyőztesével. 
A legsikeresebb csapat a Vardar gárdája, két győzelemmel.

## Kupadöntők
| Év   | Győztes                                                      | Eredmény                                                     | Döntős                                                       |
| ---- | ------------------------------------------------------------ | ------------------------------------------------------------ | ------------------------------------------------------------ |
| 2011 | Skendija                                                     | 2–1                                                          | Metalurg Szkopje                                             |
| 2012 | Nem rendezték meg                                            | Nem rendezték meg                                            | Nem rendezték meg                                            |
| 2013 | Vardar                                                       | 1–0                                                          | Teteksz                                                      |
| 2014 | Elmaradt - a Rabotnicski nyerte a bajnokságot és a kupát is. | Elmaradt - a Rabotnicski nyerte a bajnokságot és a kupát is. | Elmaradt - a Rabotnicski nyerte a bajnokságot és a kupát is. |
| 2015 | Vardar                                                       | 1–1 (b.u. 4–3)                                               | Rabotnicski                                                  |

- h.u. – hosszabbítás után
- b.u. – büntetők után

## Statisztika

### Győzelmek száma klubonként
| Csapat           | Győztes        | Döntős   |
| ---------------- | -------------- | -------- |
| Vardar           | 2 (2013, 2015) | –        |
| Skendija         | 1 (2011)       | –        |
| Metalurg Szkopje | –              | 1 (2011) |
| Teteksz          | –              | 1 (2013) |
| Rabotnicski      | –              | 1 (2015) |